# Курфюрстендамм
Курфю́рстендамм (нем. Kurfürstendamm — «Курфюрстова дамба», сокращённо Ку́дамм (Ku’damm)) — знаменитый бульвар Берлина, одна из основных автомобильных магистралей в берлинском округе Шарлоттенбург-Вильмерсдорф.
Улица протяжённостью 3,5 км начинается в районе Груневальд у площади Ратенауплац (нем. Rathenauplatz) и ведёт к площади Брайтшайдплац в районе Шарлоттенбург, где переходит в улицу Тауэнцинштрассе. Кудамм известна как популярное место для прогулок, покупок и развлечений. Прообразом Кудамм послужили Елисейские поля.

## История
Пешеходная тропа на месте будущей Курфюрстендамм появилась в 1542 году, по ней курфюрсты ездили верхом из берлинского Городского дворца в охотничий замок Грюневальд. Самое раннее сохранившееся упоминание этой дороги, однако без указания названия, относится к 1685 году и содержится в «Геометрическом плане Берлина и окрестностей», выполненном инженером Н. Ла Винье. Название «Churfürsten Damm» появилось позднее на одной из карт Фридриха Вильгельма Карла фон Шметтау 1767—1787 годах. 5 февраля 1873 года в своём известном письме советнику Тайного кабинета Густаву фон Вильмовски Отто Бисмарк высказал идею о перестройке улицы с тем, чтобы придать ей особую роскошь и лоск. И Бисмарку это удалось. 2 июня 1875 года распоряжением кабинета устанавливалась новая ширина Курфюрстендамм — 53 метра. В 1886 году были произведены соответствующие работы, и возведение бульвара началось.
До начала Первой мировой войны степенный Курфюрстендамм в окружении дорогих жилых кварталов стал стремительно превращаться в центр развлечений, покупок и общения. Курфюрстендамм стал местом для тех, кто хочет себя показать и людей посмотреть. Став сценой для буржуазного самовыражения и культурных открытий, Курфюрстендамм с его «Кафе Запада» и луна-парком вскоре составил достойную конкуренцию признанной «витрине» города Унтер-ден-Линден. Зенит Курфюрстендамм пришёлся на первые десятилетия XX века. В 1913 году на этой изысканной улице проживало 120 миллионеров. Бульвар называли самым большим кафе Европы. Жизнь на Курфюрстендамм била ключом: здесь, в частности в знаменитом Романском кафе, встречались артисты и художники, в кинотеатрах шли премьеры немых и первых звуковых фильмов. Курфюрстендамм стала для многих синонимом «золотых двадцатых» годов Германии (1924—1929 годы).
Перемены начались с подъёмом нацистского движения. 12 сентября 1931 года на Курфюрстендамме произошёл первый еврейский погром, организованный штурмовиками под руководством Геббельса и фон Хелльдорфа. В нацистской Германии многочисленные запреты в политической и культурной жизни повлекли серьёзные изменения и на Курфюрстендамм. Флёр Курфюрстендамм ещё сыграл свою роль во время Олимпийских игр 1936 года, но то, что он нёс в себе — интеллектуальную живость, космополитизм, полёт творчества, провокативность, свободу, предпринимательскую жилку, духовность и культуру — не отвечало национал-социалистической идеологии и всё более подвергалось регламентации властями. После депортации и истребления евреев прежний дух Кудамма был окончательно уничтожен.
Воздушные налёты союзников во Вторую мировую войну на Курфюрстендамм пережили лишь 43 дома. Восстановление улицы пришлось на период Холодной войны, и Курфюрстендамм стал витриной Запада и символом экономического чуда. После разделения Берлина и денежной реформы 1948 года Курфюрстендамм, а точнее его восточная часть вблизи вокзала «Зоологический Сад», стала торговым центром Западного Берлина.
После падения Берлинской стены Курфюрстендамм несколько потерял в значимости, центр города сместился в его историческую часть в район Берлин-Митте. Дополнительную конкуренцию Курфюрстендамм также составляет новый квартал на Потсдамской площади. Курфюрстендамм постепенно превращается в улицу эксклюзивных магазинов.